# Engishiki
Das Engishiki (japanisch 延喜式, Zeremonien aus der Engi-Zeit) ist eines der frühen japanischen Gesetzeswerke und zugleich einer der wichtigsten klassischen Texte des Shintō in Japan. Er hat jedoch weniger Bedeutung als das Kojiki und das Nihongi.
Das Engishiki kann als Weiterentwicklung des ritsuryō-Systems gesehen werden, bei dem, beginnend mit der Taika-Reform man den Staat nach chinesischen Vorbildern der Tang-Dynastie organisierte.

## Entstehung und Inhalt
Die Zusammenstellung begann im achten Monat des Jahres 905 auf Anweisung des Daigo-Tennō unter Fujiwara no Tokihira (871–909; 藤原 時平). Der Text wurde unter Fujiwara no Tadahira (880–949; 藤原 忠平) fertiggestellt. Er besteht aus 50 Schriftrollen und stammt mehrheitlich aus Kompilationen der Jahre 907 bis 915. Komplettiert wurde er im letzten Monat des Jahres 927 dem Herrscher präsentiert. Bis zur In-Kraft-Setzung 967 wurden noch mehrere Änderungen vorgenommen. Er ist ein detailliertes Gesetzbuch, in dem alle Hofzeremonien und das Hofprotokoll festgelegt sind. Am bedeutendsten waren die Änderungen zur Besteuerungsgrundlage. Das nicht mehr effiziente Kopfsteuersystem wurde auf ein Grundsteuersystem umgestellt, dass den Gouverneuren, ähnlich römischen Steuerpächtern, bei der Provinzverwaltung vergleichsweise freie Hand ließ.
Die einzelnen Bücher sind so zusammengestellt, dass sie die Struktur der einzelnen Agenturen der Bürokratie abbilden (zwei Staatsräte und acht Ministerien): Buch 1–10 sind mit dem Jingikan (Staatsrat für Kami-Angelegenheiten) befasst. Buch 11–40 decken die Bürokratie des Daijōkan (weltlicher Staatsrat) und die bekannten acht Ministerien ab. Die Bücher 41–49 beschreiben andere staatliche Behörden (Polizei, militärische Lagerhäuser usw.). Das abschließende Buch 50 enthält Verschiedenes. Das Engishiki liefert aber auch eine Vielzahl Informationen zum Leben der damaligen Zeit, so werden 10 verschiedene Sake-Sorten beschrieben.
Das älteste überkommene Exemplar wurde, mit Ausnahme einer Rolle, in der späten Heian-Zeit transkribiert. Diese 27 Schriftrollen, die älteste und besterhaltene Fassung, sind heute im Nationalmuseum Tokyo aufbewahrt. Sie stammen aus dem Besitz der Familie Kujō, eines Zweiges des Fujiwara-Klans. Da viele der Rollen auf der Rückseite älterer Dokumente geschrieben wurden, sind diese Rollen nicht nur in Hinblick auf das Engishiki selbst von großer historischer Bedeutung.

### Besteuerung
Das Steuersystem der Nara-Zeit hatte sich ab dem frühen 10. Jahrhundert als untauglich erwiesen, da sich immer mehr Bauern unter den Schutz steuerbefreiter Grundbesitzer (hohen Rangs) stellten. Die auf regelmäßigen (nach etwa 900 kaum mehr durchgeführten) Volkszählungen und Bevölkerungsregistern basierende Steuerbasis war weggebrochen.
Bereits in der frühen Heian-Zeit waren die Pfründen für niedrige Chargen der höfischen Verwaltung gestrichen worden bzw. deren Amtszeit auf vier Jahre begrenzt worden.
Mit der Einführung des Engi-shiki 962 wurde die Steuerbasis vom kopfsteuer- auf ein rein landsteuerbasiertes System umgestellt.
Es gab nur noch zwei Steuerarten kammotsu: Naturalabgaben und Frondienste (rinji zōyaku).
Die jährlichen Frondienste wurden auf 30 Tage reduziert, jedoch waren u. a. pro Dorf (sato) zwei erwachsene Männer in die Hauptstadt abzuordnen. Beginnend im 11. Jahrhundert wurden auch Frondienste auf Basis des bearbeiteten Landes pro Haushalt und nicht mehr per capita festgesetzt.
Den Gouverneuren wurde aufgrund der bebauten Landfläche pro Provinz eine abzuliefernde Steuersumme vorgeschrieben. Die Steuerrate für Reisfelder betrug offiziell weiterhin 1,5 to (12,75 l) pro tan (0,12 ha), jedoch wurden von Gouverneuren teilweise deutlich höhere Sätze eingetrieben und zur persönlichen Bereicherung benutzt. Dies geschah zum Beispiel auch durch Bezahlung geringerer als vorgeschriebener Preise für Textilien. In einzelnen Fällen führten Beschwerden der Bewohner zur Abberufung von Gouverneuren. Die bei Missernten und darauffolgenden Hungersnöten üblichen Steuernachlässe wurden ab dem 10. Jahrhundert immer seltener gewährt. All dies ist ein Zeichen der immer schwächeren Stellung der Zentralverwaltung.
Das Engi-shiki, schrieb bedeutend detaillierter als der Taihō-Kodex Art und Menge andrer Produkte vor, die von den einzelnen Provinzen abzuliefern waren. Diese reichten von Trockenfisch, Salz, Kupfererz und Algen über Pferde zu speziellen Textilien. Eine weitere Belastung war, dass die Steuern weiterhin auf Kosten der Abgabepflichtigen in der Hauptstadt beim Mimbu-shō abzuliefern waren. Die Lasten für Träger (ca. 38 kg) und Packtiere (ca. 105 kg) waren festgelegt. Ursprünglich hatten die Träger für ihre Verpflegung selbst aufzukommen, später erhielten sie aus öffentlichen Speichern 2 shō (= 1,7 l) Reis und 2 shaku Salz pro Tag für den Hin-, die Hälfte dessen für den Rückweg.

## Shintō
Etwa ein Drittel des Engishiki befasst sich mit Regeln zum Shintō und dem zugehörigen Verwaltungsbehörde Jingikan, der bereits vorher außerhalb der Ritsuryō-Bürokratie bestanden hatte. Es gehört zu den ersten schriftlichen Ausführungen über Regeln des Shintō.
Im Engishiki sind Verhaltensregeln, eine Liste aller Staatsgötter des Shintō, detaillierte Anweisungen zur Durchführung nationaler Riten (z. B. den Ablauf einer Kaiserkrönung und die Riten zu den Jahreszeiten) und alte Gebete (norito) aufgezeichnet. Das Buch gibt zu den einzelnen Anlässen teils sehr detaillierte Angaben zu vorherigen Fastenzeiten, beteiligten Personen, darzubringenden Opfergaben etc.
In dem Werk werden in den Büchern 9 und 10 umfassende Erhebungen und Unterteilungen in Bezug auf das Schrein-System gemacht. In ihm wurde die Gesamtzahl der Schreine auf etwa 30.000 geschätzt. 3.000 davon wurden als kampaisha (Regierungsschrein) oder kansha (Zentralregierungsschrein) klassifiziert, denen damit kaiserliche Opfergaben (kampei) durch das Shintō-Amt am Frühlings-Gebetsfest (toshigoi no matsuri) zukamen. Ähnliche, von staatlicher Seite verpflichtende Opfergaben (kokuhei) existierten bereits seit 798 für die großen Schreine der Provinzen (später National-Schreine bzw. Volks-Schreine (kokuheisha)) und die Gouverneure der Provinzen.
Es ist fraglich, ob die Vorschriften in dieser Detailtreue tatsächlich eingehalten wurden oder ob es sich eher um eine Idealvorstellung handelte, der man nur in den großen Schreinen nahekam, jedoch haben Ausgrabungen auch detaillierte Anweisungen auf lokaler Ebene zu Tage gebracht.
Über den in dieser Zeit auch bei Hofe schon verbreiteten Buddhismus finden sich in dem Werk keine Ausführungen. Im Gegenteil: für bei Hofe übliche buddhistische Begriffe werden alternative Begriffe vorgeschlagen, so dass das Werk eher als traditionell-shintōistisch angesehen werden kann.